# Eleanor Rigby

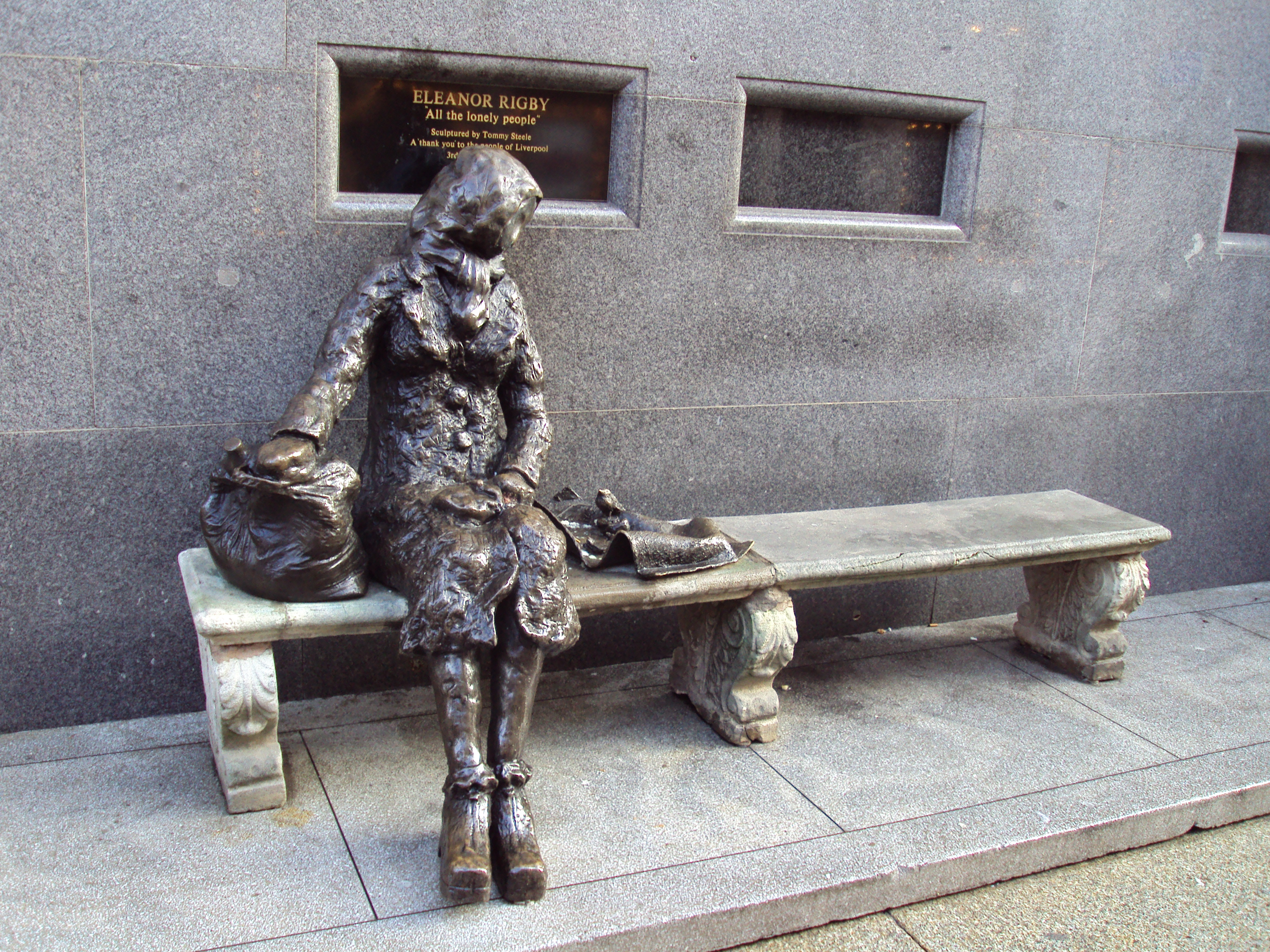
Статуя Елеанор Ріґбі в Ліверпулі

Eleanor Rigby — пісня гурту «The Beatles», написана Полом Маккартні. Випущена 1966 року в альбомі «Revolver», а також як сингл. 
Того ж року пісня одержала премію «Греммі» у номінації за «Найкращий вокал у стилі рок-н-рол (чоловічий або жіночий)», а 2004 потрапила до списку 500 найкращих пісень усіх часів за версією журналу Rolling Stone. 
Цю пісню вважають однією з найбільш новаторських у творчості гурту, початком переходу від сценічної поп-музики до експериментів у студії. Пісня аранжована Джорджем Мартіном для 4 скрипок, 2 альтів, 2 віолончелей. Соло виконує Пол Маккартні, а Джон Леннон та Джордж Гаррісон виконують гармонічний супровід. 
Незвичним для популярної музики тих років була заглибленість у депресивне почуття людини, сюжетно пов'язане з темою смерті. Смутний романтичний настрій цієї пісні ознаменував поворот у творчості групи до психоделічного року. 
Цікаво, що у 1980-х роках на кладовищі у Ліверпулі була виявлена могила Елеанор Ріґбі. І хоча невідомо, чи мала померла якийсь стосунок до героїні пісні, ця могила стала місцем паломництва прихильників гурту.
- фрагмент пісніⓘ